# Elfriede Österle

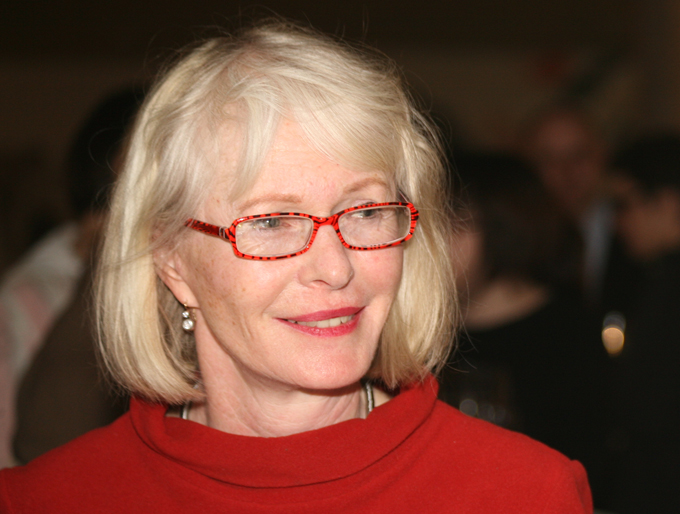
Porträt Elfriede Österle

Elfriede Österle (geboren 1950 in Kefermarkt) ist eine österreichische Künstlerin, die sich vorwiegend mit graphischen Werken beschäftigt.

## Leben
Elfriede Österle wuchs in Kefermark (Österreich) auf und absolvierte dort 1969 ihre Matura. Anschließend zog sie 1976 nach Dortmund, um dort bis 1980 an der Kunsthochschule Design zu studieren. Während dieser Zeit widmete sie sich besonders der Fotografie von Pferde- und Windhundrennen.
1980 erhielt sie ihren Abschluss als Diplomdesignerin und nahm an der Sommerakademie in Marburg unter der Leitung von Julius Gramse teil. In den darauf folgenden Jahren bis 1989 legte sie, im Rahmen der Künstlervereinigung GSMBH in St. Gallen (Schweiz), ihren Fokus auf Aktzeichnungen. Parallel arbeitete Elfriede Österle als freiberufliche Illustratorin in St. Gallen. Im Anschluss folgten Studienaufenthalte in Ägypten und Spanien, um Pferde- und Stierkampf-Studien durchzuführen.
1992 nahm sie erneut an der Sommerakademie in Salzburg bei Georg Eisler teil.
Seit 1993 ist Elfriede Österle als freischaffende Künstlerin in Linz (Österreich) tätig. Bis 1999 beschäftigte sie sich dort erneut mit der Kunst des Aktzeichnens, an der Kunstuniversität Linz, unter der Leitung von Dietmar Brehm. Zudem ist sie seit 1997 Mitglied im  Club der Begegnung (CdB) im Ursulinenhof Linz (jetzt Dr. Ernst Koref Stiftung) und seit 2004 in der Galerie ARTPARK/Lenaupark in Linz.

## Ausstellungen

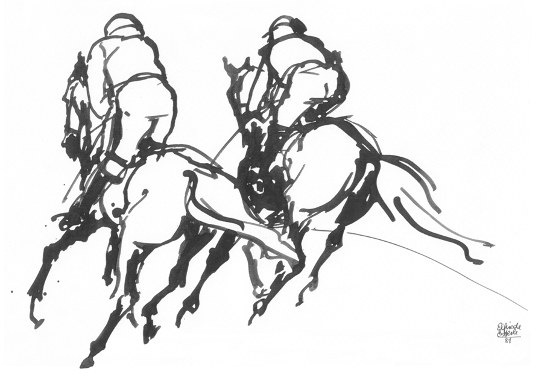
Aufgalopp

### Einzelausstellungen (Auswahl)
- 1979: Galerie Nevers, Paris; „Bewegung“[1]
- 1980: Galerie in den Rosenterrassen Dortmund (D); Thema: „Das Pferd“
- 1981: Galerie Birkner, Lingen (D); Thema: Tuschezeichnungen und Radierungen
- 1983: Galerie Anais, München; Zeichnungen
- 1985: Galerie R. Weyden, Münster/Westfalen (D)
- 1998: Raiffeisenlandesbank - Linz; Zeichnungen und Acrylbilder
- 1999: Universität St. Gallen (HSG) (CH); „Menschen in 3er Gruppen“
- 1999: Galerie Forum, Wels (Ö); „Bewegung“
- 2000: Galerie Club der Begegnung, Ursulinenhof, Linz; „Auf die Plätze – Pferde los!“
- 2000: Galerie 44er Haus, Leonding (Ö); „Bewegung“
- 2001: Stadtgalerie Traun (Ö), mit Lydia Buchegger; „Schmuckobjekte und Zeichnungen“
- 2001: CSIO – Internat. Reit- u. Springturnier, Ebelsberg (Ö); „Das Pferd“
- 2002: St. Isidor – Integratives Reitzentrum (Ö); „Spring to Spring“
- 2003: Galerie Kunstforum, Alte Hammerschmiede, Markt Piesting (NÖ); Grafiken, Aquarelle, Illustrationen
- 2004: Schlossgalerie Ennsegg, Enns (Ö); „Tango + Eros + Cavallo“[2]
- 2005: Galerie Club der Begegnung (Ö), Ursulinenhof, Linz; „Hengste & Stuten“[3]
- 2006: ARTPARK, Lenaupark Linz; „Monumentalbild und Kultbilder auf dem End-losbild“
- 2007: ARTPARK – Lenaupark Linz, Thema: „Dot-Art / Symbiose“
- 2010: Galerie 44er Haus, Leonding (Ö), mit Stefan Seiberl (Fotograf); „Magic Moments“
- 2010: Brauhausgalerie, Freiststadt, mit Ingrid Gailer-Stopper und Christine Stangl; „Ingrid and Friends“[4]
- 2012: Hofkabinett; Thema: „Tintenstift Revival“
- 2013: WIFI Linz (Wirtschaftsförderungsinstitut Linz); „Tango Argentino“
- 2017: Clubgalerie der Dr. Ernst Koref Stiftung im Ursulinenhof, Linz; „Pferde – Tango – und…“[5]
- 2018: Galerie Standl, Linz; „Grenzenlos“

### Sammelausstellungen (Auswahl)
- 1968: Landeshypothekenanstalt, Linz; „Böhmerwald“
- 1979: Galerie am Wall, Dortmund; „Dortmunder Kalender 1980“, 2. bis 30. Mai
- 1979: Galerie „Torhaus Rombergpark“, 10. November bis 20. Dezember
- 1998: Kulturhof Weistrach (NÖ.); „Magie der Zeichnung“, mit Wolfgang Böhm, Gunter Damisch, Adolf Frohner, Rainer Füreder, Alfred Grubbauer, Gerald Holzer, Johann Jascha, Robert Kabas, Sero Kuatonga, Oswald Oberhuber, Franz Part, Franz Schwarzinger, Helmut Swoboda.
- 2001: Kunstmesse Wien – Technisches Museum Wien
- 2003: Die Dorfzeitung Galerie – Online-Galerie; „Leben heißt Bewegung“
- 2006: Teilnahme bei der größten Kunstinstallation Österreichs – der Integrationsweltkugel[6]
- 2009: Lentos-Museum Linz, Teilnahme an einer Versteigerung zugunsten afrikanischer Kinder
- 2010: Mobile-galerie.at/Kunstkalender – Juni 2010; „Eros“
- 2016: Oberösterreichische Landesausstellung 2016; „Mensch & Pferd“[7]

## Öffentliche Ankäufe
- 1962: Sonderpreis bei der „Kleinen Zeichenkunde“ im Österreichischen Fernsehen
- 1968: 1. Preis bei der Landeshypothekenanstalt - Linz, Thema: „Der Böhmerwald“
- 1979: Wandgestaltung der Tribüne der Trabrennbahn Recklinghausen
- 1980: Stadt Dortmund
- 1997: Universität St. Gallen
- 2001: Stadt Leonding
- 2001: Stadt Traun
- 2010: Stadt Leonding
- 2010: Stadt Linz